# Штейнбор, Павел
Павел Штейнбор (латыш. Pāvels Šteinbors, родился 21 сентября 1985 года в Риге) — латвийский футболист, вратарь клуба РФС и сборной Латвии.

## Клубная карьера
Воспитанник школы клуба «Сконто» (с 2001 года), до 2004 года числился в составе команды, поскольку боролся за место первого номера при основном голкипере Андрее Пиеделсе, однако не пробился в основной состав. В январе 2004 года перешёл в «Юрмалу», где стал основным вратарём и продемонстрировал отличные навыки, став одним из наиболее перспективных латвийских вратарей. В декабре 2007 года с ним начал переговоры об аренде «Блэкпул» из английского Чемпионшипа. 16 января 2008 года немецкий клуб «Аугсбург» заявил о попытке приобрести Штейнбора в португальском Фару, но 31 января был заключён контракт с «Блэкпулом» до конца сезона с возможностью продления аренды ещё на год.
Штейнбор играл в одном составе с земляком Каспарсом Горкшсом, но выступал преимущественно за резервную команду и в основном составе официально не провёл ни одной встречи в Чемпионшипе. В 2009 году после истечения контракта с «Блэкпулом» перешёл в лиепайский «Металлург», будучи сменщиком Виктора Споле. В 2011 году стал основным вратарём и попал в команду сезона по версии портала sportacents.com. Всего сыграл 53 матча в чемпионате Латвии за «Металлург». 15 июля 2012 года перешёл в южноафриканский клуб «Голден Эрроуз» на один сезон, но к концу сезона потерял место в основном составе.
В июле 2013 года Штейнбор перебрался в Польшу, заключив двухлетний контракт с «Гурником» из Забже. Дебютировал 17 августа 2013 года в матче Кубка Польши против «Белхатува», н не пропустив за 90 минут ни единого мяча. В одном из матчей за «Гурник» получил двойной перелом скульной кости, столкнувшись с защитником своего же клуба; в самом же клубе установил персональный рекорд в 300 минут без пропущенных мячей. Позже выступал за киприотский «Неа Саламина», в 2016 году стал вратарём «Арки».

## Карьера в сборной
В 2003 году дебютировал за сборную до 19 лет, в 2005 году — за молодёжную сборную. Дебют за основную сборную прошёл 13 ноября 2015 года в матче против Северной Ирландии (поражение 0:1), Павел вышел на поле на 74-й минуте вместо пропустившего гол Андриса Ванина.

## Достижения
Сконто
- Чемпион Латвии: 2001, 2002, 2003
- Победитель Кубка Латвии: 2001, 2002

Металлург (Лиепая)
- Чемпион Латвии: 2009

Арка (Гдыня)
- Победитель Кубка Польши: 2016/2017